# Left of Center
Left of Center är en singel från 2010 av den amerikanske musikern Serj Tankian. Detta är den första riktiga singeln från Tankians andra studioalbum Imperfect Harmonies, då "Borders Are...", som släpptes tidigare, enbart var en promosingel. En textvideo till "Left of Center" släpptes på YouTube den 21 juli 2010 och låten gick även att ladda ner gratis ifrån Amazon.com, då den var med i kampanjen FREE SONG OF THE DAY den 12 augusti 2010. Den officiella musikvideon släpptes den 23 augusti samma år och var regisserad av Tawd B. Dorenfeld, som tidigare har gjort musikvideon till bland annat låten "The Unthinking Majority".

## Låtlista
Alla låtar är skrivna och komponerade av Serj Tankian, om inte annat anges. 
| Nr | Titel          | Längd |
| -- | -------------- | ----- |
| 1. | Left of Center | 3:07  |